# جنگ صلیبی چوپانان (۱۳۲۰)
جنگ صلیبی چوپانان (به انگلیسی: Shepherds' Crusade 1320) یک جنگ صلیبی در شمال فرانسه بود که در ابتدا با هدف کمک به جنبش رِکُونکیستا (یا بازپس‌گیری اندلس) از ایبریا در سال ۱۳۲۰ به راه افتاد، اما نتوانست حمایت کلیسا یا اشراف را جلب کند و در عوض صدها یهودی را در فرانسه و آراگون به قتل رساند.

## علل
در آن زمان اوج قحطی مربوط به تغییرات آب و هوایی (عصر یخبندان کوچک) و اوضاع اقتصادی روستایان فقیر رو به وخامت گذاشته بود. علاوه بر این، پیشگویی‌ها و صحبت‌هایی در مورد یک جنگ صلیبی جدید وجود داشت. همچنین، ظاهراً بدهی مردم به وام دهندگان یهودی نیز بسیار زیاد شوده بود.

## آغاز جنگ

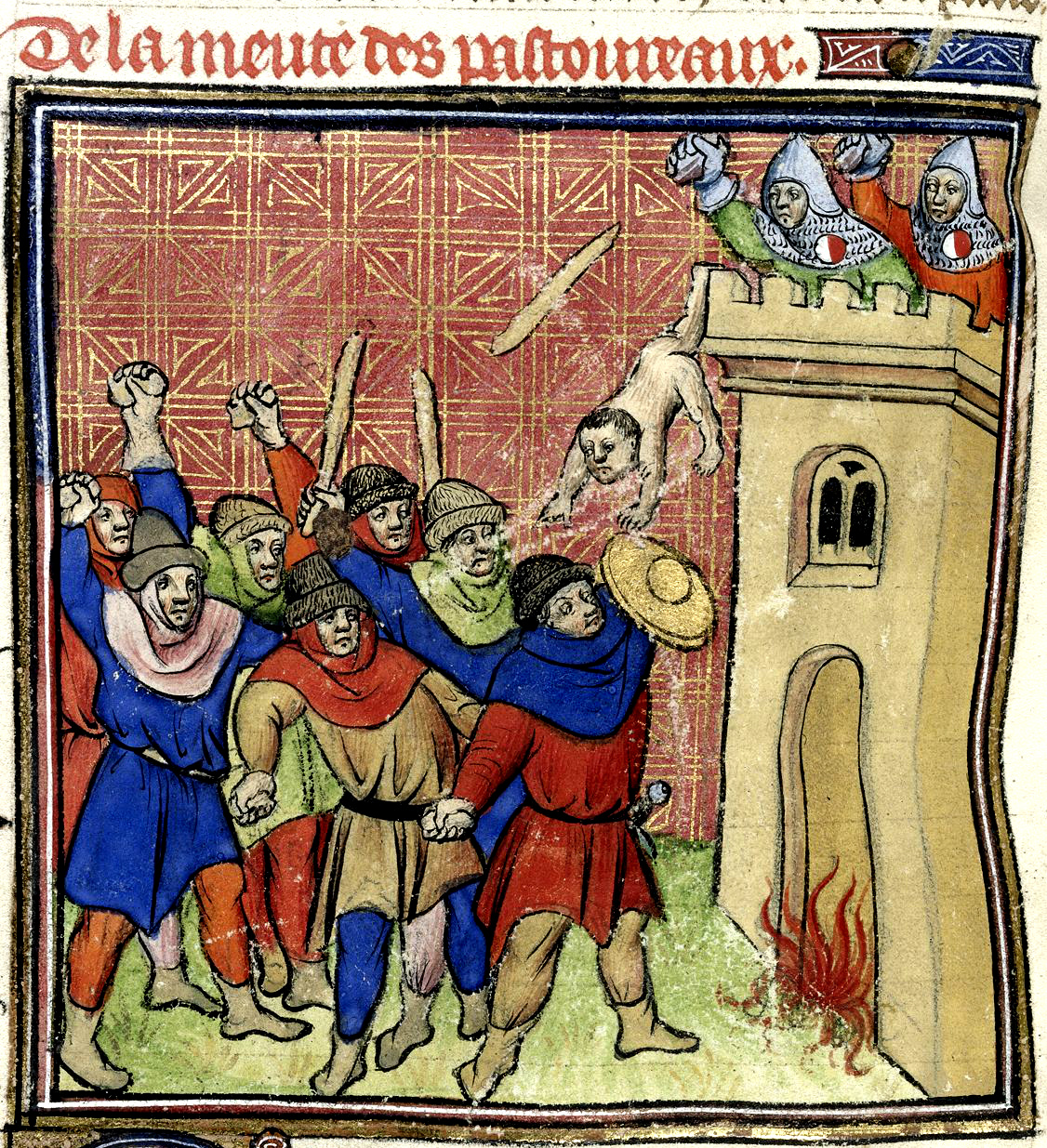
کشتن بیش از ۵۰۰ یهودی در سال ۱۳۲۰ را در قلعه وردون

زمانی که یک چوپان نوجوان ادعا کرد که روح القدس وی را ملاقات کرده‌است، که به او دستور می‌داد با مسلمانان در ایبریا مبارزه کند. مشابه جنبش صلیبی چوپانان در سال۱۲۵۱، این جنبش بیشتر مردان، زنان و کودکان جوان را شامل می‌شد. در ماه مه سال ۱۳۲۰ در نرماندی آغاز شد و آنها به پاریس راهپیمایی کردند تا از فیلیپ پنجم بخواهند که آنها را هدایت کند، اما او به هیچ وجه حاضر به ملاقات با آنها نشد. در حالی که در پاریس بودند، تمام زندانیان را از زندان گرند چاتل آزاد کردند.

### پیشروی
بعد از عدم پشتیبانی شاه از این حرکت آنها به جنوب و به سمت آکویتن حرکت کردند و در طول راه به قلعه‌ها، مقامات سلطنتی، کشیشان و جذامیان حمله کردند. با این حال، اهداف معمول آنها یهودیان بودند، که به آنها در سنت، وردون سور گارون، کئور، آلبی و تولوز حمله کردند، در ۱۲ ژوئیه آنها سرانجام وارد اسپانیا شدند، حملات آنها به یهودیان کاملاً مشهور بود و جیمز دوم حاکم آراگون قول داد که از شهروندان خود محافظت کند. در ابتدا ورود آنها به پادشاهی ممنوع بود، اما وقتی در ماه ژوئیه وارد شدند، جیمز به تمام اشراف خود هشدار داد تا از ایمن نگه داشتن یهودیان مطمئن شوند.
همان‌طور که انتظار می‌رفت چوپانان به برخی از یهودیان حمله کردند، به ویژه در قلعه مونتکلوس، جایی که بیش از ۳۰۰ یهودی کشته شدند. پسر جیمز آلفونسو برای تحت کنترل درآوردن آنها فرستاده شد. مسئولان قتل‌عام در مونتکلوس دستگیر و اعدام شدند. دیگر هیچ حادثه ای رخ نداد و جنگجویان صلیبی پراکنده شدند.

## عواقب
این «جنگ صلیبی» به عنوان شورشی علیه سلطنت فرانسه تلقی می‌شود، تا حدودی مانند اولین جنگ صلیبی چوپانان. یهودیان را به عنوان نمادی از قدرت سلطنتی می‌دیدند، زیرا آنها بیش از هر جمعیت دیگری تحت حمایت شخصی پادشاه چه در فرانسه و چه در آراگون بودند، و اغلب نمادی از اقتصاد سلطنتی نیز بودند، مورد تنفر فقرا بودند که مالیات‌های سنگین پرداخت می‌کردند. پس از اخراج در سال ۱۳۰۶، یهودیان مجاز به بازگشت به فرانسه بودند. هر بدهی به یهودیان پس از اخراج توسط سلطنت وصول شد، در سال ۱۳۲۱، پادشاه فیلیپ جوامعی را که در آن یهودیان کشته شده بودند را جریمه کرد. این به شورش دوم منجر شد، این بار در میان جمعیت شهری، اگرچه بعداً تواریخ شناسان ایده «جنگ صلیبی گاوها»، موج دوم جنگ صلیبی چوپانان را ابداع کردند. اگرچه این اتفاق هرگز رخ نداد، با این حال حملات بیشتری به یهودیان در نتیجه جریمه‌ها صورت گرفت.

## جستارها
- جنگ صلیبی چوپانان (۱۲۵۱)